# Zamia standleyi
Zamia standleyi — вид голонасінних рослин класу Саговникоподібні (Cycadopsida).
Етимологія:

## Опис
Стовбур підземний і бульбовий, 5–12 см діаметром. Листків 1–5, вони трохи сильно загнуті, довгасті, 0,2–1 м; черешок циліндричний, до 60 см завдовжки, від негусто до густо озброєного колючками; хребет циліндричний, рідко з кількома колючками, до 45 см завдовжки, 10–15 пар листових фрагментів. Листові фрагменти від майже шкірястих до шкірястих, довго-ланцетні, вершини від гострих до звужених, поля розлогі й є рівномірно розташовані зуби у верхній третині, середні листові фрагменти довжиною 20–45 см, 1–4 см завширшки. Пилкові шишки 1–3, лежачі, циліндричні, від світло-коричневого до коричневого кольору, довжиною 6–10 см, 1–2 см в діаметрі; плодоніжка довжиною 2–4 см. Насіннєві шишки, як правило, поодинокі, циліндричні або злегка овальні, від світло-коричневих до коричневих, довго загострені на верхівці з вигнутістю, довжиною 8–12 см, 3–8 см в діаметрі; плодоніжка довжиною 2,5–4 см. Насіння червоне, яйцевиде, довжиною 3 см, 2 см у діаметрі. 2n = 16.

## Поширення, екологія
Вид знаходиться в північних долинах річок Гондурасу. Крім того польові роботи необхідно виконати, щоб визначити повний обсяг ареалу виду і чи він поширюється на суміжні райони Гватемали. Цей вид, за оцінками, становить близько 5000 рослин в дикій природі. Росте на вологих схилах, у напівсухих лісах, порушеному вторинному чагарнику, областях відростання і в культурних областях.

## Загрози й охорона
Здається, почувається добре, навіть в порушених умовах. Численні шишки і насіння з'являються в місцях проживання, в тому числі порушених. Тим не менш, слід проявляти обережність у разі через невизначеність життєздатності насіння у цього виду.